# Sevgi Soysal
Sevgi Soysal (nacida como Sevgi Yenen, Estambul, 30 de septiembre de 1936 - 22 de noviembre de 1976) fue una escritora y activista turca.

## Biografía
Nacida en Estambul, fue la tercera hija (de seis) del arquitecto Mithat Yenen y su esposa alemana Anneliese Rupp, que más tarde tomó el nombre turco Aliye. Después de terminar la escuela secundaria en Ankara, Soysal estudió arqueología en la Universidad de Ankara, no graduándose sino hasta la década de 1960.
En 1956, se casó con el poeta y traductor Özdemir Nutku con quien se trasladó a Alemania. En ese país, asistió a conferencias sobre arqueología y teatro en la Universidad de Göttingen. Tras quedar embarazada, regresó a Turquía dando a luz a su hijo Korkut en 1958.
Entre 1960 y 1961 trabajó en el Centro Cultural de la Embajada de Alemania y Radio Ankara. Actuó como solista en la obra teatral Zafer Madalyası (versión turca de Bad Day at Black Rock), que se representó en el Teatro Ankara Meydan; fue dirigida por Haldun Dormen. En 1965, se casó con Başar Sabuncu, a quien conoció durante su actuación en el escenario.
Después del golpe militar del 12 de marzo de 1971, fue acusada de pertenecer a una organización de izquierda y encarcelada. Durante su detención en la prisión de Mamak en Ankara, conoció a Mümtaz Soysal, un profesor de derecho constitucional que también fue detenido por hacer propaganda comunista. Se casaron en la prisión. Dio a luz a su hija Defna en diciembre de 1973 y a su hija Funda en marzo de 1975. Posteriormente, fue arrestada nuevamente por razones políticas. Pasó ocho meses en prisión y dos meses y medio en el exilio en Adana.
A finales de 1975, perdió uno de sus senos tras ser diagnosticada con cáncer de mama. Se sometió a otra cirugía por la misma enfermedad en septiembre de 1976, y viajó con su marido a Londres para recibir tratamiento médico. Al volver a Turquía, murió en Estambul el 22 de noviembre de 1976, a los cuarenta años. Fue sepultada en el Cementerio Zincirlikuyu, Estambul.

## Carrera literaria
En 1962, publicó una colección de cuentos titulada Tutkulu Perçem. El mismo año, comenzó a trabajar con la Corporación de Radio y Televisión de Turquía (TRT). Su novela de 1970, Yürümek, recibió el Premio al logro de la Corporación de Radio y Televisión de Turquía, pero fue prohibida por obscena.
Escribió bajo los seudónimos:
- Sevgi Nutku mientras estaba casada con Özdemir Nutku.
- Sevgi Sabuncu mientras estuvo casada con Başar Sabuncu.
- Sevgi Soysal mientras estaba casada con Mümtaz Soysal.[1]

## Obras seleccionadas
Sus trabajos notables son:
- Tante Rosa, novela (1968)
- Yürümek, novela (1970)
- Yenişehir'de Bir Öğle Vakti (Noontime in Yenişehir), novela (1973), recibió el Premio Orhan Kemal en 1974
- Şafak (en español: Amanecer), novela (1975)
- Yıldırım Bölge Kadınlar Koğuşu (Yıldırım Area Women's Ward), memorias (1976)
- Barış Adlı Çocuk (en español: Una niña llamado Paz), historias cortas (1976)
- Hoşgeldin Ölüm (en español: Bienvenida, Muerte!), novela sin terminar